# إحسان برناوي
إحسان برناوي (1942-2015) هي مناضلة فلسطينية، من مواليد مدينة القدس، كانت ناشطة بالعمل النسوي الفلسطيني، وهي عضو المجلس الوطني الفلسطيني وعضو الاتحاد العام للمرأة الفلسطينية.عينها الرئيس ياسر عرفات عام 1996، مديراً عاماً في وزارة العمل. مثلت فلسطين مع عبيدة الكاظمي وفاطمة شحيبر، في المؤتمر الدولي في الصين عام 1995.

## نشأتها
نشأت إحسان محمد علي برناوي في مدينة القدس القديمة في الحي الأفريقي، هي من الجالية الأفريقية، وتنحدر من أصول نيجيرية، هاجر والدها محمد علي برناوي إلى فلسطين في عشرينيات القرن الماضي بعد أن قام بتأدية فريضة الحج بالسعودية، وأستقر به المطاف في مدينة القدس، حيث عمل في البلدية، وكانت العائلة تسكن بالقرب من المسجد الأقصى. وهي شقيقة المناضلة الأسيرة المحررة فاطمة برناوي.

## حياتها
التحقت برناوي بالعمل الوطني بحركة القوميين العرب، الذي نظمها الدكتور صبحي غوشة بعد الاحتلال الإسرائيلي عام 1948، وكانت تعمل في ممرضة في مستوصف باب حطة في القدس، وواحدة من كادرات التمريض في التنظيم للعمل على إنشاء مستشفى المقاصد. إنضمت إحسان إلى حركة فتح بعد العام 1967، على إثر احتلال الضفة الغربية والقدس، وإنخرطت بإحدى الخلايا العسكرية التي شكلها ياسر عرفات بالقدس تمهيدا للقيام بالعمليات الفدائية في الأراضي المحتلة، شاركت في أول عمليه عسكريه نفذتها حركة فتح، واعتقلت في سجون الاحتلال، وتم الحكم عليها بالسجن الفعلي لمدة عام.
بعد الإفراج عنها غادرت مدينة القدس وأستقرت في العاصمة عمان. تزوجت ابن القدس أبو أحمد فؤاد، نائب الامين العام للجبهة الشعبية. كانت إحدى رائدات العمل النسوي والاجتماعي في الأردن، وبداية العمل لتأسيس مؤسسة أسر الشهداء، وتشكيل أول لجنة اجتماعية كانت توزِّع المساعدات على أسر الشهداء.

## وفاتها
توفيت عام 2015 في عمان عن عمر يناهز 73 عاما. نعاها الرئيس الفلسطيني محمود عباس، وأشاد بمناقبها ودورها في الحركة النسوية الفلسطينية والنضال الوطني. كما نعتها وزارة شؤون القدس على لسان وكيل الوزارة السيدة سلوى هديب وذكرت أن المناضلة إحسان كانت احدى المجندات في الثورة وحركة التحرير الوطني الفلسطيني فتح وتشكل ذكراها نبراسا سيفتقدها كل من القدس والوطن فلسطين.